# Ocellularia viridipallens
Ocellularia viridipallens är en lavart som beskrevs av Johannes Müller Argoviensis 1887. 
Ocellularia viridipallens ingår i släktet Ocellularia och familjen Thelotremataceae. Inga underarter finns listade i Catalogue of Life.